# Municipio de Leaf River (Minnesota)
El municipio de Leaf River (en inglés: Leaf River Township) es un municipio ubicado en el condado de Wadena en el estado estadounidense de Minnesota. En el año 2010 tenía una población de 531 habitantes y una densidad poblacional de 5,83 personas por km².

## Geografía
El municipio de Leaf River se encuentra ubicado en las coordenadas 46°29′59″N 95°5′35″O / 46.49972, -95.09306. Según la Oficina del Censo de los Estados Unidos, el municipio tiene una superficie total de 91.12 km², de la cual 91,12 km² corresponden a tierra firme y (0 %) 0 km² es agua.

## Demografía
Según el censo de 2010, había 531 personas residiendo en el municipio de Leaf River. La densidad de población era de 5,83 hab./km². De los 531 habitantes, el municipio de Leaf River estaba compuesto por el 93,6 % blancos, el 4,52 % eran afroamericanos, el 1,32 % eran amerindios, el 0,19 % eran de otras razas y el 0,38 % eran de una mezcla de razas. Del total de la población el 2,45 % eran hispanos o latinos de cualquier raza.